# Lista de governadores de estado do PSDB
Lista de governadores de estado do Partido da Social Democracia Brasileira, fundado em 1988, que já governaram algum estado eleito como governador ou como vice-governador que ascendeu ao cargo, das 27 unidades da federação, o partido já governou 19 unidades.
Nas últimas eleições, o partido elegeu os governadores Eduardo Leite, do Rio Grande do Sul; Raquel Lyra, de Pernambuco e Eduardo Riedel, Mato Grosso do Sul.Atualmente apenas Eduardo Riedel permanece no PSDB.

## Lista
| Unidade federativa | Governador                                    | Governador            | No cargo                                        | Eleições    | Observações                            |
| ------------------ | --------------------------------------------- | --------------------- | ----------------------------------------------- | ----------- | -------------------------------------- |
| Alagoas            |                                               | Teotônio Vilela Filho | 1º de janeiro de 2007 - 1º de janeiro de 2015   | 2006 e 2010 |                                        |
| Ceará              |                                               | Ciro Gomes            | 15 de março de 1991 - 8 de setembro de 1994     | 1990        | Primeiro governador eleito do partido. |
| Ceará              |                                               | Francisco Aguiar      | 9 de outubro de 1994 - 1º de janeiro de 1995    |             |                                        |
| Ceará              |                                               | Tasso Jereissati      | 1º de janeiro de 1995 - 6 de abril de 2002      | 1994 e 1998 |                                        |
| Ceará              |                                               | Beni Veras            | 6 de abril de 2002 - 1º de janeiro de 2003      |             |                                        |
| Ceará              |                                               | Lúcio Alcântara       | 1º de janeiro de 2003 - 1º de janeiro de 2007   | 2002        |                                        |
| Espírito Santo     |                                               | José Ignácio Ferreira | 1º de janeiro de 1999 - 1º de janeiro de 2003   | 1998        | Partido entre 1992 e 2001              |
| Goiás              |                                               | Marconi Perillo       | 1º de janeiro de 1999 - 1º de abril de 2006     | 1998 e 2002 |                                        |
| Goiás              | 1º de janeiro de 2011 - 7 de abril de 2018    | Marconi Perillo       | 2010 e 2014                                     |             |                                        |
| Goiás              |                                               | José Eliton Júnior    | 7 de abril de 2018 - 1º de janeiro de 2019      |             |                                        |
| Mato Grosso        |                                               | Dante de Oliveira     | 1º de janeiro de 1995 - 6 de abril de 2002      | 1994 e 1998 | No partido entre 1997 e 2006.          |
| Mato Grosso        |                                               | Rogério Salles        | 6 de abril de 2002 - 1º de janeiro de 2003      |             |                                        |
| Mato Grosso do Sul |                                               | Reinaldo Azambuja     | 1º de janeiro de 2015 - 1° de janeiro de 2023   | 2014 e 2018 |                                        |
| Mato Grosso do Sul |                                               | Eduardo Riedel        | 1º de janeiro de 2023 – 6 de janeiro de 2027    | 2022        |                                        |
| Minas Gerais       |                                               | Eduardo Azeredo       | 1 de janeiro de 1995 – 1 de janeiro de 1999     | 1994        |                                        |
| Minas Gerais       |                                               | Aécio Neves           | 1 de janeiro de 2003 – 31 de março de 2010      | 2002 e 2006 |                                        |
| Minas Gerais       |                                               | Antônio Anastasia     | 31 de março de 2010 – 4 de abril de 2014        | 2010        |                                        |
| Pará               |                                               | Almir Gabriel         | 1º de janeiro de 1995 – 1º de janeiro de 2003   | 1994 e 1998 |                                        |
| Pará               |                                               | Simão Jatene          | 1º de janeiro de 2003 – 1º de janeiro de 2007   | 2002        |                                        |
| Pará               | 1º de janeiro de 2011 – 1º de janeiro de 2019 | Simão Jatene          | 2010 e 2014                                     |             |                                        |
| Paraíba            |                                               | Cícero de Lucena      | 2 de abril de 1994 – 1º de janeiro de 1995      |             |                                        |
| Paraíba            |                                               | Cássio Cunha Lima     | 1º de janeiro de 2003 – 17 de fevereiro de 2009 | 2002 e 2006 |                                        |
| Paraná             |                                               | Hermas Brandão        | 4 de setembro de 2006 – 1º de janeiro de 2007   |             |                                        |
| Paraná             |                                               | Beto Richa            | 1 de janeiro de 2011 – 6 de abril de 2018       | 2010 e 2014 |                                        |
| Pernambuco         |                                               | Raquel Lyra           | 1º de janeiro de 2023 – 6 de janeiro de 2027    | 2022        | No partido entre 2023 e 2025.          |
| Rio de Janeiro     |                                               | Marcello Alencar      | 1 de janeiro de 1995 – 1 de janeiro de 1999     | 1994        |                                        |
| Rio Grande do Sul  |                                               | Yeda Crusius          | 1 de janeiro de 2007 – 1 de janeiro de 2011     | 2006        |                                        |
| Rio Grande do Sul  |                                               | Ranolfo Vieira Júnior | 31 de março de 2022 – 1º de janeiro de 2023     |             |                                        |
| Rio Grande do Sul  |                                               | Eduardo Leite         | 1º de janeiro de 2019 – 31 de março de 2022     | 2018        |                                        |
| Rio Grande do Sul  | 1º de janeiro de 2023 – 6 de janeiro de 2027  | Eduardo Leite         | 2022                                            |             |                                        |
| Rondônia           |                                               | Ivo Cassol            | 1 de janeiro de 2003 – 31 de março de 2010      | 2002        | No partido de 2002 até 2005            |
| Roraima            |                                               | Ottomar Pinto         | 10 de novembro de 2004 – 11 de dezembro de 2007 | 2006        | No partido entre 2005 e 2007           |
| Roraima            |                                               | José Anchieta Júnior  | 11 de dezembro de 2007 – 4 de abril de 2014     | 2010        |                                        |
| Santa Catarina     |                                               | Leonel Pavan          | 25 de março de 2010 – 1 de janeiro de 2011      |             |                                        |
| São Paulo          |                                               | Mário Covas           | 1 de janeiro de 1995 – 6 de março de 2001       | 1994 e 1998 |                                        |
| São Paulo          |                                               | Geraldo Alckmin       | 6 de março de 2001 – 31 de março de 2006        | 2002        |                                        |
| São Paulo          | 1 de janeiro de 2011 – 6 de abril de 2018     | Geraldo Alckmin       | 2010 e 2014                                     |             |                                        |
| São Paulo          |                                               | José Serra            | 1 de janeiro de 2007 – 2 de abril de 2010       | 2006        |                                        |
| São Paulo          |                                               | Alberto Goldman       | 2 de abril de 2010 – 1 de janeiro de 2011       |             |                                        |
| São Paulo          |                                               | João Doria            | 1 de janeiro de 2019 – 1 de abril de 2022       | 2018        |                                        |
| São Paulo          |                                               | Rodrigo Garcia        | 1 de abril de 2022 – 1 de janeiro de 2023       |             |                                        |
| Sergipe            |                                               | Albano Franco         | 1º de janeiro de 1995 – 1º de janeiro de 2003   | 1994 e 1998 |                                        |
| Tocantins          |                                               | Siqueira Campos       | 1º de janeiro de 2011 – 4 de abril de 2014      | 2010        |                                        |